# Społeczne Polskie Gimnazjum Męskie w Łodzi
Społeczne Polskie Gimnazjum Męskie w Łodzi – gimnazjum założone w 1921 roku, w budynku przy ul. Pomorskiej 105. Gimnazjum zajmowało dwa piętra budynku. Funkcjonowało do początku okupacji niemieckiej w Łodzi, do października 1939 roku. Spadkobiercą tradycji jest VIII Liceum Ogólnokształcące im. Adama Asnyka w Łodzi, funkcjonujące w tym samym budynku.

## Historia
Było to gimnazjum prywatne Towarzystwa Społecznego Polskiego Gimnazjum Męskiego. Wśród inicjatorów jego powstania był m.in. łódzki działacz socjalistyczny, lekarz, płk WP Stanisław Więckowski (zginął w grudniu 1942 r. w obozie koncentracyjnym Auschwitz-Birkenau). Zostało usytuowane w  zakupionym w 1921 roku dwupiętrowym budynku przy ul. Pomorskiej 105. W roku 1930 zostało nadbudowane trzecie piętro oraz w osobnym budynku powstała sala gimnastyczna.
Nazwa Społeczne Polskie Gimnazjum Męskie była używana na co dzień. Natomiast na drukach firmowych widnieje: Prywatne Gimnazjum Męskie Towarzystwa Społecznego Polskiego. Ostatnia przedwojenna oficjalna nazwa z dokumentu rejestracji nowego statutu szkoły przez Ministerstwo Wyznań i Oświecenia Publicznego to: Gimnazjum Polskie Męskie „Towarzystwa Społecznego Polskiego Gimnazjum Męskiego”.
W okresie II wojny światowej kilku jego nauczycieli i uczniów straciło życie. Upamiętnia ich tablica pamiątkowa w holu Szkoły o treści:

Pamięci rozstrzelanych przez okupanta hitlerowskiego nauczycieli: Jana Palusińskiego, Zygfryda Słotty, niezapomnianego dyrektora Ameisena, jak również wszystkich innych poległych, pomordowanych i zmarłych już po wojnie nauczycieli i kolegów. Ci, którzy przeżyli. Łódź 1 grudnia 1989 r.

Spadkobiercą tradycji przedwojennego gimnazjum jest VIII Liceum Ogólnokształcące.

## Znani nauczyciele
- Berti Ameisen (dyrektor placówki przez cały okres jej istnienia, tzn. w latach 1921–1939)
- Mieczysław Jastrun
- Ludwik Kojrański
- Tadeusz Landecki
- Stanisław Loewenkopf-Lenkowski
- Przecław Smolik

## Znani absolwenci
- Władysław Kędra[3] – pianista
- Jerzy Jochimek[3] – pisarz, tłumacz literatury rosyjskiej, więzień sowieckich łagrów
- Jerzy Pomianowski[3] – prozaik, eseista, ekspert do spraw historii Europy Wschodniej, krytyk teatralny, scenarzysta filmowy, tłumacz literatury pięknej